# Tüzen (Passee)
Tüzen ist ein Ortsteil der Gemeinde Passee im Landkreis Nordwestmecklenburg in Mecklenburg-Vorpommern.
Der Ort liegt südwestlich des Hauptortes Passee. Östlich des Ortes verläuft die Landesstraße L 104 und südlich die L 10. Nordöstlich erhebt sich der 118,3 Meter hohe Lünenberg – die höchste Erhebung im Landkreis. Westlich und nördlich verläuft die Kreisgrenze zum Landkreis Rostock, nördlich erstreckt sich – auf dem Gemeindegebiet Carinerland – das 31 ha große Naturschutzgebiet Entenmoor Moitin.